# Gouvernement Svinhufvud II
République de Finlande
Kallio III Sunila II 
Le gouvernement Svinhufvud II est le 18ème gouvernement de la République de Finlande, qui a siégé 261 jours du 4 juillet 1930 au 18 février 1931.

## Composition
| Ministre                                                    | Période               | Parti | Parti |
| ----------------------------------------------------------- | --------------------- | ----- | ----- |
| Premier ministre Pehr Evind Svinhufvud                      | 4.7.1930 – 18.2.1931  |       | Kok   |
| Vice-Premier ministre Juho Vennola                          | 18.2.1931 – 21.3.1931 |       | EP    |
| Ministre des Affaires étrangères Hjalmar Procopé            | 4.7.1930 – 21.3.1931  |       | amm.  |
| Ministre de la Justice Karl Söderholm                       | 4.7.1930 – 21.3.1931  |       | RKP   |
| Vice-Ministre de l'Intérieur Erkki Kuokkanen                | 4.7.1930 – 21.3.1931  |       | Kok   |
| Ministre de la Défense Albin Manner                         | 10.7.1930 – 21.3.1931 |       | ML    |
| Vice-Ministre de la Défense Albin Manner Hugo Österman      | 4.7.1930 – 10.7.1930  |       | ML    |
| Vice-Ministre de la Défense Albin Manner Hugo Österman      | 10.7.1930 – 21.3.1931 |       | amm.  |
| Ministre des Finances Juho Vennola                          | 4.7.1930 – 21.3.1931  |       | EP    |
| Ministre de l'Éducation Paavo Virkkunen                     | 4.7.1930 – 21.3.1931  |       | Kok   |
| Ministre de l'agriculture August Raatikainen                | 4.7.1930 – 21.3.1931  |       | ML    |
| Vice-Ministre de l'agriculture Juho Koivisto                | 4.7.1930 – 21.3.1931  |       | ML    |
| Ministre des transports et des travaux publics Rolf Witting | 4.7.1930 – 21.3.1931  |       | RKP   |
| Ministre du Commerce et de l'Industrie Axel Solitander      | 4.7.1930 – 21.3.1931  |       | amm.  |
| Ministre des Affaires sociales Eino Tuomivaara              | 4.7.1930 – 21.3.1931  |       | ML    |